# Salbutamol
Salbutamol – organiczny związek chemiczny, wybiórczy agonista receptorów β2 w mięśniach gładkich oskrzeli. Powoduje rozkurcz oskrzeli w przypadku odwracalnego ich zwężenia i poprawę wentylacji płuc. Wpływ salbutamolu na receptory β1 w sercu jest niewielki.
Jako lek znajduje zastosowanie w doraźnym i przewlekłym leczeniu astmy oskrzelowej oraz przewlekłej obturacyjnej chorobie płuc. Stosowany jest w postaci aerozolu dozowanego, inhalatora proszkowego, tabletek, syropu lub iniekcji.
Salbutamol znajduje także stosowanie w leczeniu hiperkaliemii, gdyż powoduje przechodzenie potasu do komórek obniżając tym samym jego poziom we krwi.

## Działania niepożądane
Drżenia mięśniowe (np. drżenia rąk), przejściowe rozszerzenie naczyń obwodowych (z następową tachykardią), ból głowy, częstoskurcz, objawy uczulenia, objawy obrzęku naczynioruchowego, hipokalemia, paradoksalny skurcz oskrzeli.

## Przeciwwskazania
Zawał mięśnia sercowego, ostrożność w stosowaniu u chorych z nadczynnością tarczycy, ostrą niewydolnością mięśnia sercowego, chorobą niedokrwienną serca, nadciśnieniem tętniczym.
Stosowanie w ciąży i okresie karmienia piersią nie jest rutynowo zalecane, należy rozważyć czy korzyść dla zdrowia matki jest większa niż ewentualne szkodliwe działanie na płód i noworodka.

## Interakcje lekowe
Stosowanie łącznie z inhibitorami MAO i trójpierścieniowymi lekami przeciwdepresyjnymi może spowodować nasilenie działań niepożądanych. Teofilina nasila działanie salbutamolu. Nie należy stosować z lekami z grupy β-blokerów.

## Ostrzeżenia
Stosowanie salbutamolu powinno być zgodne z zaleceniami lekarza. W przypadku braku skuteczności powtarzanych dawek salbutamolu (utrzymująca się duszność) należy bezzwłocznie zasięgnąć opinii lekarza.

## Preparaty
Preparaty dopuszczone do obrotu w Polsce (stan na listopad 2024)
- Aspulmo
- Buventol Easyhaler
- Sabumalin
- Salbutamol Hasco
- Salbutamol WZF
- Ventolin
- Ventolin Dysk